# Георгакопулос, Константинос
Константинос Георгакопулос (греч. Κωνσταντίνος Γεωργακόπουλος; 26 декабря 1890, Триполи, Греция — 26 июля 1973, Афины) — греческий юрист, политик, государственный деятель, премьер-министр Королевства Греция (5 марта — 17 мая 1958), министр внутренних дел Греции (1958).

## Биография
Изучал право в Афинском университете. Во время Балканских войн (1912—1913) был офицером запаса. В 1915 году стал судьей военного трибунала. В 1923 году оставил военную юридическую систему в чине полковника.
С 1928 года — член Народной партии Греции. С ноября 1935 по август 1936 года работал секретарём в кабинетах Константиноса Демердзиса и Иоанниса Метаксаса. С августа 1936 по ноябрь 1938 года занимал должность министра образования и религии в правительстве Иоанниса Метаксаса.
В 1948 году возглавил греческое отделение Красного Креста. С 1951 года читал лекции по праву в альма-матер.
Весной 1958 занял кресло премьер-министр Королевства Греция, а также министра внутренних дел (5 марта −17 мая 1958).

## Награды
- Орден «За заслуги перед Федеративной Республикой Германия» (1959).